# Euscelidia acuminata
Euscelidia acuminata är en tvåvingeart som beskrevs av Dikow 2003. Euscelidia acuminata ingår i släktet Euscelidia och familjen rovflugor. Inga underarter finns listade i Catalogue of Life.